# Aandeel
Een aandeel is een waardepapier dat een aantal rechten met betrekking tot een vennootschap geeft.
Zowel een besloten vennootschap als een naamloze vennootschap kan aandelen uitgeven.
In de Nederlandse wetten wordt bij een goed dat geen zaak is, het begrip eigendom meestal niet gebruikt, maar in plaats daarvan het begrip vermogensrecht. Toch worden aandeelhouders van een vennootschap in het spraakgebruik soms aangeduid als de juridische eigenaren van de vennootschap. De onderneming is in bezit van de vennootschap.
Een aandeel geeft zeggenschapsrecht en winstrecht in de vorm van dividend. Niet alleen de aandelen van een naamloze vennootschap kunnen worden verhandeld via de effectenbeurs; sinds de introductie van de flex-BV wetgeving in 2012 zijn besloten vennootschappen niet meer verplicht om een statutaire blokkeringsregeling te hebben, zodat de aandelen op een effectenbeurs kunnen worden verhandeld. Daar wordt maar weinig gebruik van gemaakt. Het merendeel van de vennootschappen verhandelen hun aandelen dus onderhands.

## Terminologie
Het woord aandeel wordt zowel gebruikt voor een exemplaar als voor een aandelensoort (in de enge zin, waarbij alle exemplaren gelijkwaardig zijn), zoals Unilever. Vaak blijkt uit het verband wat wordt bedoeld, maar voor aandelensoort in de genoemde zin is er ook de term fonds (niet te verwarren met het begrip aandelenfonds). Dit komt terug in termen als hoofdfonds en fondscode.

## Geschiedenis

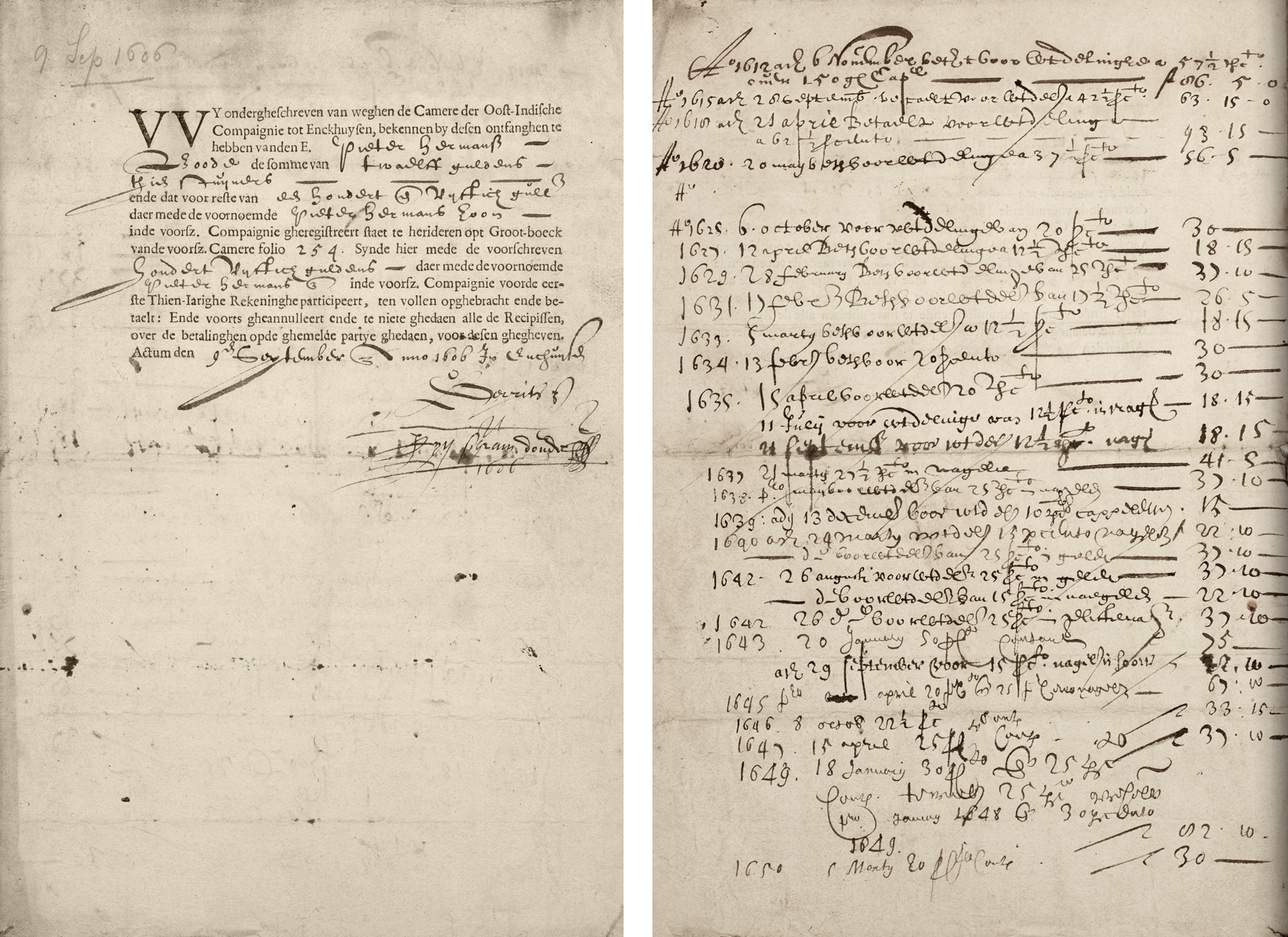
Het oudste aandeel van de VOC met dividendlijst

Reeds in de Romeinse tijd werden onderhands aandelen uitgegeven aan financiers. In de late middeleeuwen bestonden er aandelen in Italiaanse stadstaten. De Hollandse en Zeeuwse voorcompagnieën, de voorlopers van de Vereenigde Oostindische Compagnie (VOC) rond 1600, kenden ook aandelen.
De eerste officiële uitgifte van verhandelbare aandelen vond plaats in 1602 in Amsterdam. De VOC gaf aandelen uit om haar overzeese handelsactiviteiten te kunnen financieren. Met deze aandelenemissie ontstond de eerste effectenbeurs ter wereld. De aandelen werden toen in de kantoren van de VOC zelf verhandeld.
Van de allereerste aandelenuitgifte zijn nog maar weinig originele stukken bewaard gebleven. Tot voor kort gold een 'aandeel' van de VOC-kamer Amsterdam van 27 september 1606 als het oudste aandeel ter wereld. Dat document is in handen van een groep Duitse beleggers, die het voor een groot bedrag te koop aanbieden. Hoe dit exemplaar in Duitsland terecht is gekomen, blijft onduidelijk. Zeker is dat het omstreeks 1980 nog in het Stadsarchief Amsterdam berustte. Onlangs werd in het Westfries Archief te Hoorn een 'aandeel' ontdekt van 9 september 1606. Dat werd uitgegeven door de VOC-kamer Enkhuizen en staat op naam van ene Pieter Harmensz. Hij kreeg het aandeel als bewijs van zijn laatste termijnbetaling van zijn investering van 150 gulden. Deze werd bijgeschreven in het Grootboek van de VOC-kamer Enkhuizen. Deze oudste vorm van verhandelbare aandelen zijn eigenlijk een soort kwitanties.
Het allereerste dividend werd niet uitgekeerd in geld, maar in natura uit de verscheepte goederen. Deze eerste aandelen van de VOC zijn voor historici erg interessant omdat er relatief veel documentatie beschikbaar is over onder meer de regelgeving met betrekking tot onder meer financiële derivaten, short posities en de effectenhandel. De grootste VOC-aandeelhouder van het eerste uur was Pieter Lintgens met een investering van 105.000 gulden, die hij uiteindelijk niet op tafel kon leggen. Isaac le Maire had 97.000 gulden ingelegd.

## Rendement op aandelen
Aandelen geven geen recht op een vaste vergoeding voor het beschikbaar stellen van vermogen, zoals obligaties dit wel geven door middel van rente. Het rendement op aandelen bestaat uit twee onderdelen: Intrinsieke waardestijging van het aandeel en het uitgekeerde deel van de winst, beter bekend als het dividend. Intrinsieke waardestijging ontstaat wanneer de winst worden ingehouden. De aandeelhouders en/of het bestuur stellen daarom altijd vast hoeveel winst er wordt ingehouden en hoeveel er wordt uitgekeerd. Dividend wordt vaak jaarlijks uitgekeerd en vindt meestal in vrij consistente bedragen plaats. Het kan in economisch mindere tijden voorkomen dat de aandeelhouders niet overgaan tot uitkering om een grotere cashpositie te behouden, of omdat er geen winst is en de onderneming niet uit de reserves wenst te putten.
Ondernemingen streven er doorgaans naar om het dividend stabiel tot licht stijgend te houden. Uit onderzoek blijkt dat een groot deel van het rendement op aandelenbeleggingen door dividenduitkeringen behaald wordt. Aandelen waarop een relatief hoog dividend wordt uitgekeerd, noemt men dividendaandelen.
Over het langetermijnrendement van beursgenoteerde aandelen gecorrigeerd voor inflatie bestaat veel debat. De Amerikaanse econoom Jeremy Siegel schat het gemiddelde historisch rendement op aandelen over de afgelopen 200 jaar op ongeveer 6,5 tot 7 procent na correctie van de inflatie.

## Handel in aandelen
De aandelen van één vennootschap kunnen op meerdere beurzen tegelijk verhandeld worden. Voorbeeld hiervan is de Belgisch-Franse bankverzekeringsgroep Dexia, genoteerd op Euronext Parijs en Brussel, de Nederlandse bank ING, genoteerd in Amsterdam en in New York, of het vroegere Petrofina, vroeger genoteerd te Brussel en te New York. Het aandeel Royal Dutch Shell is wel op 3 beurzen tegelijk verhandelbaar: de New York Stock Exchange, de London Stock Exchange en de Amsterdamse Euronext op Beursplein 5.

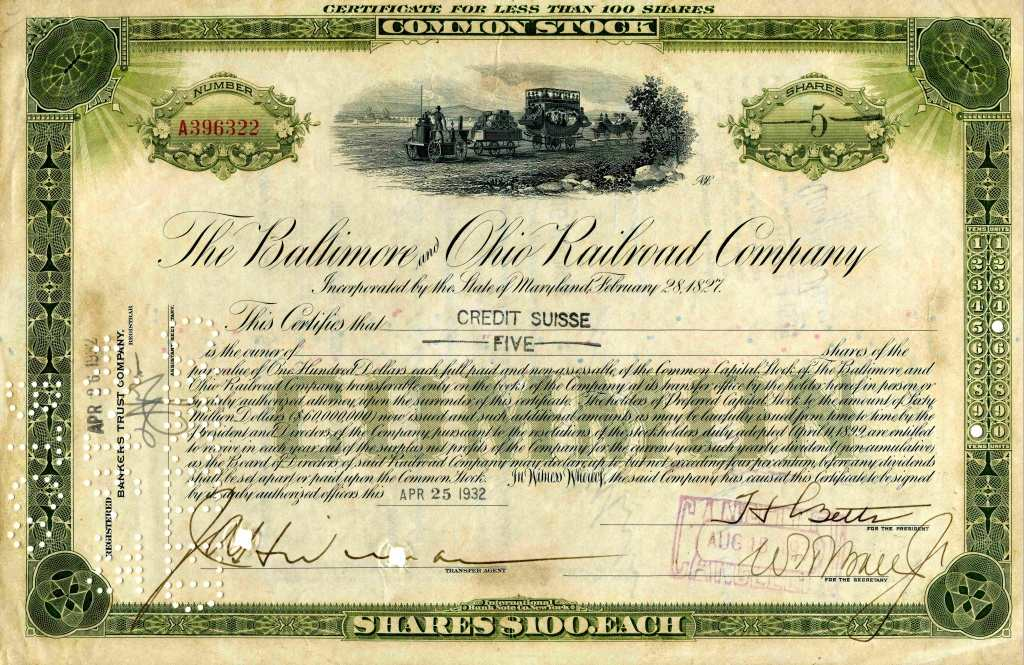
Aandeel in de Baltimore and Ohio Railroad Company (1827)

Besloten vennootschappen kenden tot 01-10-2012 een verplichte blokkeringsregeling. Een aandeelhouder mocht hierdoor niet zomaar zijn aandelen aan derden overdragen en nieuwe aandelen mochten niet zomaar aan het publiek worden uitgegeven. Meestal hield de regeling in dat aandelen eerst aan medeaandeelhouders moesten worden aangeboden, of de bestaande aandeelhouders nieuwe aandeelhouders moesten goedkeuren.
Met de invoering van de Wet vereenvoudiging en flexibilisering bv-recht is het voor een besloten vennootschap niet langer verplicht een dergelijke blokkeringsregeling in de statuten op te nemen. Er is sprake van een krachtens de wet geldende aanbiedingsregeling, waarvan bij de statuten afgeweken kan worden. Met andere woorden: maken de statuten geen melding over het al dan niet gebruiken van een blokkeringsregeling, dan is de aandeelhouder alsnog verplicht zijn aandelen eerst aan de medeaandeelhouders aan te bieden.
Het zelf inkopen van aandelen door de vennootschap is meestal niet toegestaan of slechts toegestaan onder zeer stringente voorwaarden. Omdat dit zou betekenen dat het bestuur zelf in de Algemene vergadering van aandeelhouders (AvA) mag stemmen en invloed op eigen benoeming en ontslag kan uitoefenen, mag in zo'n geval meestal met zelf ingekochte aandelen niet worden gestemd.

## Waarde van een aandeel
De waarde van een aandeel is afhankelijk van de onderliggende onderneming. Het geplaatste aandelenkapitaal plus eventuele agio vormen het beginvermogen, dat dan ook gelijk de intrinsieke waarde en het eigen vermogen van de onderneming is. Wanneer de onderneming winst maakt, neemt het eigen vermogen toe en dus de waarde van de aandelen. Wanneer de onderneming verlies lijdt, neemt het eigen vermogen af en dus de waarde van de aandelen. De post Geplaatst aandelenkapitaal verandert niet van waarde omdat de rekenheid voor deze post de Nominale waarde is. Er komt slechts een post bij van Winstreserve. De posten Maatschappelijk aandelenkapitaal, Agioreserve en Winstreserve vormen dan samen het eigen vermogen van de onderneming. Het eigen vermogen gedeeld door het aantal aandelen bepaalt de intrinsieke waarde.
Wanneer het aandeel beursgenoteerd is, zal regelmatig gehandeld worden in het aandeel en komt iedere seconde een prijs tot stand door de wet van vraag en aanbod. De prijs van het aandeel, ook wel de koers, is hierdoor volatieler dan niet genoteerde aandelen. Gepubliceerde jaarcijfers, dividenduitkeringen, toekomstverwachtingen en berichtgeving over de onderneming kunnen de koers sterk beïnvloeden. Het is zelfs mogelijk dat de waarde van het aandeel door een negatief of positief sentiment wordt beïnvloed en hierdoor over- of ondergewaardeerd wordt door de markt, los van de daadwerkelijke prestaties van de onderneming.
Een hoge koers is in een beursonderneming in het belang van de directie, omdat ze hierop worden beoordeeld. De beurs geeft hun als het ware publiekelijk een rapportcijfer voor het functioneren. Bovendien krijgen zij meestal callopties op de aandelen als een deel van hun beloning, die uiteraard waardevoller worden bij een stijgende koers. Een lage koers is voor de directie ook ongunstig omdat het een onderneming aantrekkelijk maakt voor overname. Meestal zal de overnemende partij het management dan 'zuiveren'. Dit fenomeen staat ook wel bekend als 'tucht van de markt'.

## De uitgifte van aandelen
Met de uitgifte van aandelen krijgt de vennootschap als rechtspersoon haar vermogen. Nieuwe aandeelhouders kunnen zich hierop inschrijven.
Aandelen worden altijd uitgegeven tegen de nominale waarde. De nominale waarde heeft slechts de functie van rekeneenheid, zodat niet gerekend hoeft te worden met intrinsieke waarde of beurskoers.
Een vennootschap heeft altijd een maatschappelijk aandelenkapitaal. Dit is het totaal aantal aandelen die een vennootschap kan uitgeven vermenigvuldigd met hun nominale waarde. De vennootschap geeft niet altijd alles uit en 'plaatst' maar een deel van haar maatschappelijk kapitaal, simpelweg het geplaatst aandelenkapitaal genoemd. Zodra een vennootschap aandelen plaatst haalt het geld op en hier kan zij een onderneming mee drijven.
Wanneer aandelen worden uitgegeven kan de uitgifteprijs verschillen met de nominale waarde. Een aandeel dat uitgegeven wordt tegen de nominale waarde geschiedt 'a pari'. Een uitgifteprijs onder de nominale waarde heet 'onder pari', en een uitgifteprijs boven de nominale waarde heet 'boven pari'.
Wanneer de aandelen boven pari worden uitgegeven haalt de vennootschap meer op dan het nominale bedrag op de balans. Het extra vermogen noemt men 'agio'. De vennootschap noteert dan op haar balans naast de post 'geplaatst aandelenkapitaal' de post 'agioreserve'. De agioreserve vormt mede het eigen vermogen van een vennootschap.
Als aandeelhouders een aandeel tegen een bepaalde uitgifteprijs kopen, hoeven zij niet altijd het hele bedrag over te maken naar de vennootschap.
Dit overmaken noemt men 'storten'. Voor besloten vennootschappen kan de stortingsplicht in de statuten worden weggeschreven. Aandelen van naamloze vennootschappen, die het kenmerk hebben vrij verhandelbaar te zijn, moeten wel altijd volgestort worden.
De uitgifte van (nieuwe) aandelen heeft een aantal formaliteiten. De meeste rechtssystemen verlangen tussenkomst van de notaris, bijvoorbeeld bij de oprichting van een rechtspersoon of bij verhoging van het Maatschappelijke kapitaal. Bij notering of publieke uitgifte wordt vaak een emissieprospectus geschreven, dat in veel gevallen eveneens aan de Wet op het financieel toezicht en de regels van de effectenbeurs moet voldoen. Bij de publieke uitgifte, ook wel IPO genaamd, is altijd een investeringsbank betrokken om de aandelen verhandelbaar te maken. Een aantal landen verlangt bovendien een kapitaalbelasting van enkele basispunten van het bijeengebrachte kapitaal.

## Rechten verbonden aan aandelen
Aandelen geven recht op een winstuitkering in de vorm van dividend. Hoewel dit in de regel van de huidige winst wordt uitgekeerd, kan de vennootschap dit ook doen uit haar reserves. Zo staat reeds ingehouden winst op de balans als 'winstreserve' zodat het op een later moment als dividend kan worden uitgekeerd. Het inhouden van winst gebeurt met name als de economische vooruitzichten onzeker zijn. De dividenduitkering is geen verplichting en de hoogte wordt vastgesteld door de aandeelhouders.
Naast dividend heeft de aandeelhouder stemrecht op de Algemene vergadering van Aandeelhouders. Belangrijke keuzes van het bestuur van de onderneming, zoals fusies en overnames, moeten worden goedgekeurd door de aandeelhouders. Ook kunnen aandeelhouders bestuursleden wegstemmen of nieuwe onderwerpen op de agenda laten zetten. Een bijzondere vorm van aandelen zijn certificaten van aandelen. Een certificaat staat voor een aandeel, maar de certificaathouder heeft geen stemrecht op de aandeelhoudersvergadering. Het stemrecht is dan in handen van een administratiekantoor. Deze constructie met certificaten is in het leven geroepen als bescherming tegen ongewenste overnames, en raakt steeds meer uit de gratie.
Het aandeel kan ook een inschrijvingsrecht genereren. Dit is een voorrang bij het uitgeven van nieuwe aandelen, wanneer deze worden uitgegeven. Dit recht kan opgeheven worden door de vergadering van de aandeelhouders. Wenst de aandeelhouder niet aan de kapitaalverhoging deel te nemen, dan kan zijn inschrijvingsrecht verkocht worden, zo dit in het prospectus is voorzien.

## Misverstanden over aandelen
Een regelmatig gemaakte fout is de theorie dat een meerderheidsaandeelhouder volledige controle over de onderneming heeft. Indien men de meerderheid van de aandelen bezit heeft men wel veel invloed op het beleid, maar niet de volledige controle. Dit komt omdat het stemrecht niet altijd evenredig is aan het aandelenbezit. Wanneer een aandeelhouder 60% van de aandelen bezit heeft hij niet altijd 60% van de stemmen.
Mocht de aandeelhouder wel de meerderheid van stemmen hebben, dan nog is hij juridisch niet onaantastbaar. Indien een bestuur onder druk van een meerderheidsaandeelhouder deze bevoordeelt ten koste van andere aandeelhouders, is er sprake van wanbeleid en strafbaar handelen. Wel kan in Nederland een meerderheidsaandeelhouder, bij een aandelenbelang van 95%, minderheidsaandeelhouders gedwongen uitkopen. Echter, zelfs een 100%-aandeelhouder heeft niet de volledige zeggenschap zoals hieronder blijkt.
Een aandeelhouder mag de bestuurders geen directe instructies geven, zelfs niet wanneer het een meerderheids- of 100%-aandeelhouder betreft. Zij hebben bij de wet en vaak bij statuten bepaalde rechten, waaronder benoeming en ontslag van bestuurders. Diezelfde wet (en vaak ook de statuten) kennen de bestuurders echter op bepaalde terreinen beleidsvrijheid toe waarbij zij autonoom mogen handelen. Wanneer de aandeelhouders het niet eens zijn met dit beleid kunnen ze weliswaar het bestuur ontslaan, maar voorhand genomen besluiten blijven geldig en instructies mag het bestuur naast zich neer leggen. Wanneer dit de vennootschap benadeelt of strijdig is met het recht, moeten ze dat zelfs.
De Algemene vergadering van aandeelhouders (AvA) heeft echter wel het recht de bestuurders (en eventueel commissarissen) te allen tijde te ontslaan; de AvA heeft hiermee weliswaar geen volledige maar indirect toch de hoogste zeggenschap.

## Categorieën van aandelen

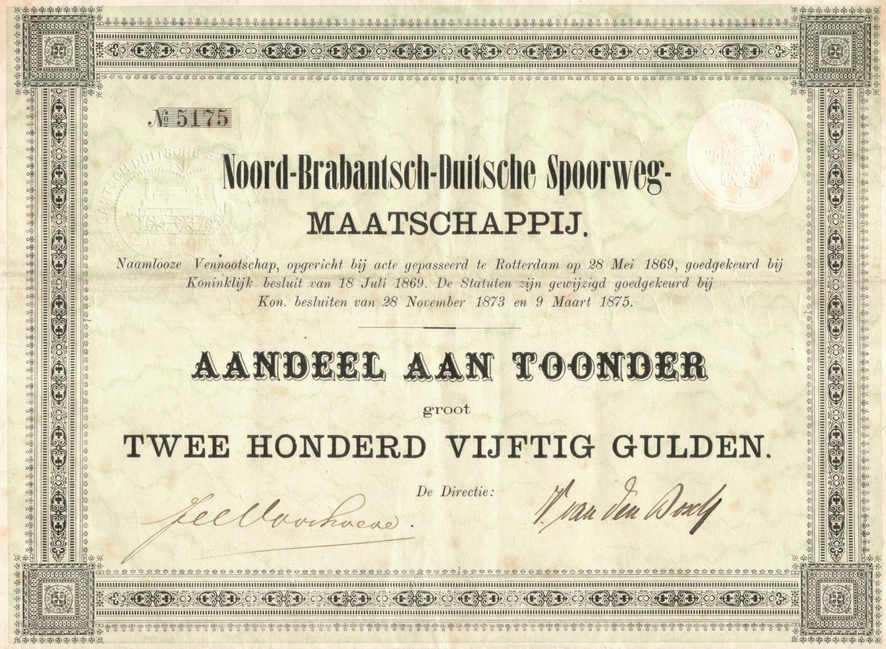
Aandeel van de Noord-Brabantsch-Duitsche Spoorweg-Maatschappij

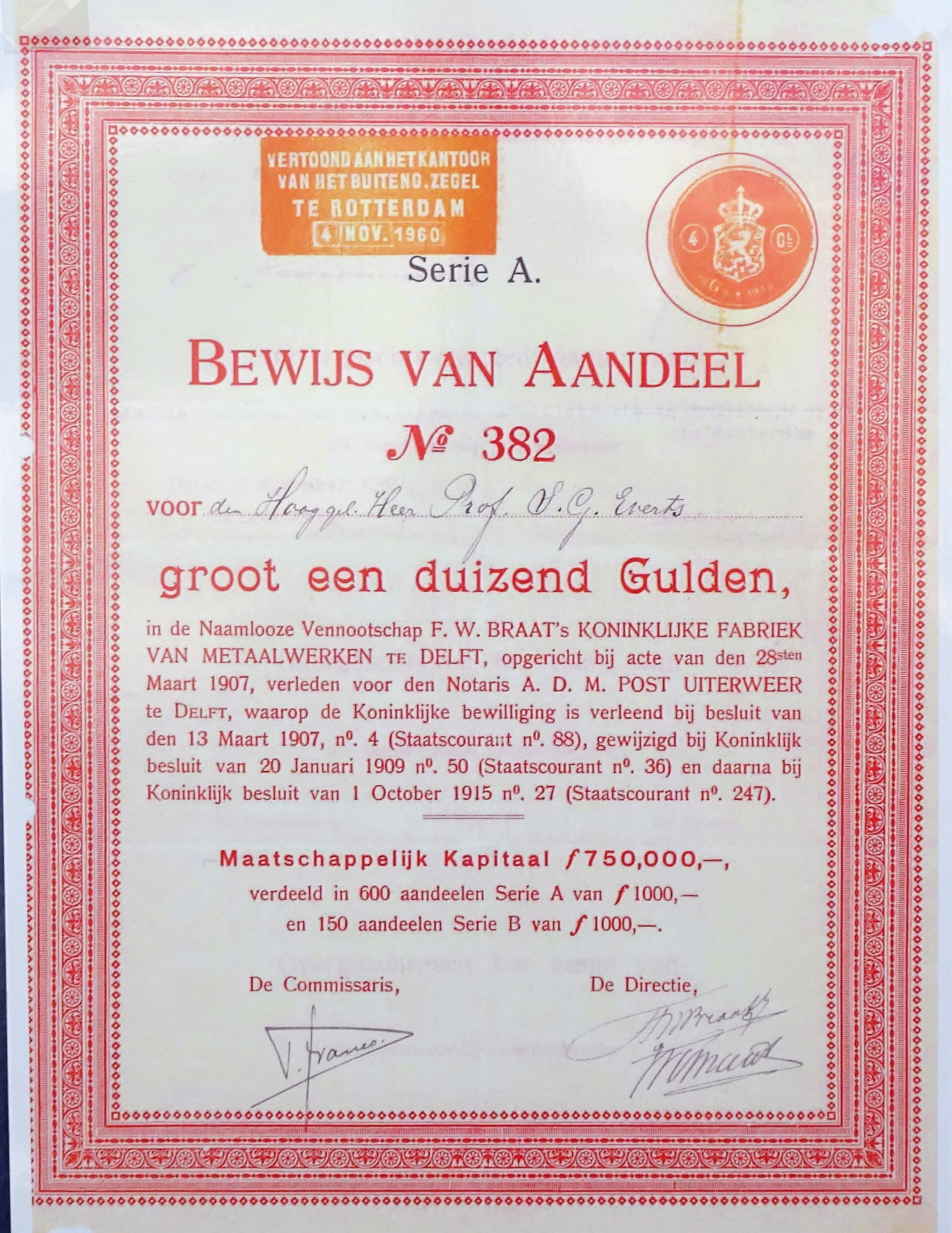
Aandeel op naam van fl. 1000,- in de Naamlooze Vennootschap F.W. Braat's Koninklijke Fabriek van Metaalwerken te Delft

- Niet volgestorte aandelen: zijn aandelen waarop de volledige nominale waarde niet is gestort in de kas van het bedrijf. Deze aandelen zijn altijd Aandelen op naam. De verplichting tot volstorting blijft bestaan en dient in het aandeelhoudersregister te worden weergegeven. Tijdens de crisis van de jaren 1930 heeft dit ertoe geleid dat de overdracht van deze aandelen soms met toebetaling werd gedaan.
- Aandelen aan toonder: zijn aandelen waarvan de bezitter van dat bewijsstuk ook de eigenaar is en derhalve de statutaire rechten ervan kan uitoefenen. Zij kunnen aan derden doorgegeven worden, met of zonder speciale administratieve procedures. Het bewijs van aandeelhouderschap is belichaamd in de drager, het papier. Dit maakt ze gevoelig voor diefstal en verlies. Tegenwoordig is het leeuwendeel van de aandelen aan toonder opgenomen in een zogenaamd geautomatiseerd systeem voor effectenverkeer. In Nederland is het bekende systeem het zogenaamde NECIGEF-systeem. De Wet giraal effectenverkeer reguleert deze materie. Het moge duidelijk zijn dat handel op de effectenbeurzen niet mogelijk zou zijn indien het aandeel telkens fysiek aanwezig zou moeten zijn om geleverd te kunnen worden. Een geautomatiseerd systeem is dan ook een voorwaarde voor moderne effectenhandel. Aandelen aan toonder werden in Nederland in 2019 afgeschaft.[8]
- Aandelen op naam: in tegenstelling tot aandelen aan toonder is het aandeelhouderschap op naam niet afhankelijk van de lichamelijke drager. Gaat deze teniet, dan blijft de vennootschappelijke rechtsverhouding met de vennootschap intact. Aandelen op naam worden overgedragen via een schriftelijke overdracht (in geval van een naamloze vennootschap zonder blokkeringsregeling dient de vennootschap de nieuwe aandeelhouder zonder voorwaarden te accepteren). De overdracht dient in het aandeelhoudersregister van het bedrijf genoteerd te worden; zolang de overdracht niet aan de vennootschap is betekend, kunnen de aan het aandeel verbonden rechten niet worden uitgeoefend.
In Nederland moet de overdracht van aandelen op naam in beginsel door een notaris worden vastgelegd in een notariële akte tenzij het gaat om een aandeel van een beursgenoteerde NV, dan is slechts een akte (niet notarieel) vereist (2:86c lid 2 BW).
- Aandelen met of zonder stemrecht: met stemrecht verlenen zij de aandeelhouder recht om deel te nemen aan de algemene vergadering aan de stemming en aan het bestuur. Zonder stemrecht geven zij alleen recht op een dividend, dat niet mag verschillen van het dividend van de stemgerechtigde aandelen. Het Nederlandse recht kende geen aandelen zonder stemrecht en ook meervoudig stemrecht was slechts beperkt toegestaan. Beoogt men het financiële recht van het zeggenschapsrecht af te scheiden, dan moest men zijn toevlucht moeten nemen tot zogenaamde certificering van aandelen. Hierbij wordt een stichting, meestal genoemd Stichting Administratiekantoor (Ak) tot enige aandeelhouder gemaakt, waarna het Ak certificaten uitgeeft. Op deze manier kan toch economisch een aandeel zonder stemrecht bereikt worden. Sinds de invoering van de Wet vereenvoudiging en flexibilisering bv-recht in oktober 2012 (ook wel bekend als de "flexwet") is het wel mogelijk aandelen zonder stemrecht of aandelen zonder winstrecht te creëren. daarvoor is bij oude, bestaande vennootschappen een statutenwijziging nodig. Aandelen moeten ten minste of stemrecht of winstrecht hebben. Een aandeel dat geen van beiden heeft kan niet bestaan. Het is ook onder het nieuwe BV recht nog altijd mogelijk te kiezen voor certificering.
- Preferente aandelen: geven vóór alle overige aandelen recht op een vast dividend. Het dividend is een vast percentage van de nominale waarde. Bij ontbinding van het bedrijf worden ze ook vóór de andere terugbetaald. Dit geldt voor de financieringsprefs. Een ander type, de beschermingsprefs, geeft geen vast recht op dividend, maar is bedoeld als wapen in de strijd tegen ongewenste overnames.
- Cumulatief preferente aandelen: zijn gelijk aan preferente aandelen, geven recht op een vast jaarlijks dividend, maar mocht het bedrijf een aantal jaren slecht draaien en wordt er geen dividend uitgekeerd, dan blijft het recht op het vaste deel daarop bij deze aandelen bestaan. Draait het bedrijf weer goed dan dient met terugwerkende kracht het dividend bij voorrang uitbetaald te worden.
- Winstdelende (cumulatief) preferente aandelen: zijn gelijk aan de (cumulatief) preferente aandelen, maar geven naast het vaste dividend ook recht op een winstafhankelijk dividend. Cumulatief geldt alleen voor het vaste deel van de winst.
- Prioriteitsaandelen (soms ook genaamd 'GOUDEN' aandeel): de houders van prioriteitsaandelen hebben speciale rechten, die in de statuten moeten zijn vastgelegd; meestal is dit het recht om een bindende voordracht te doen aan de aandeelhoudersvergadering voor de benoeming van de leden van de Raad van Bestuur en van de Raad van Commissarissen; maar ook bij statutenwijzigingen. Ook deze prioriteitsaandelen kunnen ondergebracht zijn in een stichting prioriteit.
- Aandelen met STRIP-VVPR: (typisch Belgische constructie, niet meer in gebruik). VVPR staat voor verlaagde voorheffing/précompte reduit. Het betreft typisch Belgische aandelen die na 1 januari 1994 werden gecreëerd om het kapitaal te helpen in het land te blijven. De aandelen leverden een dividend dat slechts onderhevig was aan 21% roerende voorheffing in plaats van 25%. Vanwege de geringe verhandelbaarheid van deze nieuw uitgegeven aandelen, die noteerden naast hun reeds bestaande, oudere aandelen, werd naar een methode gezocht om deze aandelen gelijk te schakelen met de niet op deze wijze bevoordeelde aandelen. Uiteindelijk werd beslist het fiscaal voordeel te onthechten van het aandeel en apart verhandelbaar te maken. Wanneer de aandeelhouder een coupon voorlegde ter inning van een dividend en in het bezit was van de strips, kon hij dus genieten van de verminderde voorheffing. In het andere geval moest hij op zijn dividend 25% roerende voorheffing betalen.
- Aandelen die het kapitaal van de vennootschap niet vertegenwoordigen: Ook genoemd winstaandelen. Zij vertegenwoordigen niet het kapitaal van de onderneming en evenmin een materiële inbreng. Het betreft een niet-financiële inbreng, zoals de knowhow van een van de stichters, die deze kennis gewaardeerd wil zien door de overige aandeelhouders. Ze geven recht op een deel van de winst, maar beperken tegelijkertijd in mindere of meerdere mate het stemrecht. Dat stemrecht heeft de betrokken aandeelhouder via zijn (eventuele) gewone aandelen.
- Genoteerde aandelen: Alle aandelen op naam en aan toonder worden toegelaten tot notering, met als enige voorwaarde dat het kapitaal volgestort is. De marktautoriteiten stellen wel de nodige eisen, zoals een minimumomvang van het kapitaal, publicatieplicht van financiële en koersgevoelige informatie onder strikte voorwaarden en op geregelde tijdstippen, regels inzake goed beheer en dergelijke meer. Het niet naleven van deze regels kan leiden tot opschorting of verlies van de notering, of in ernstiger gevallen administratiefrechtelijke of zelfs strafrechtelijke sancties.
- Incourant fonds: Een incourant fonds is een aandeel dat niet op de officiële beurs verhandeld wordt, en waar door geringe handel soms dagenlang geen prijs vastgesteld wordt.

## Nederland
De naamloze vennootschap (nv) is een rechtspersoon met een in overdraagbare aandelen verdeeld maatschappelijk kapitaal. Aandelen kunnen beursgenoteerd zijn. Ze worden dan op de effectenbeurs in gehele aantallen verhandeld. Soms kan een belegger bij zijn bank wel een aantal aandelen hebben dat geen geheel getal is.
De besloten vennootschap met beperkte aansprakelijkheid (bv) is een rechtspersoon met een in een of meer overdraagbare aandelen verdeeld kapitaal. De aandelen zijn op naam gesteld.